# Чубут
Чубу́т (ісп. Chubut) — провінція в південній частині Аргентини, між 42-тою і 46-ю паралелями південної довготи, що межує із провінцією Санта-Крус на півдні, Ріо-Неґро на півночі, із Чилі на заході та омивається Атлантичний океаном на сході. Назва провінції походить з мови теуелче chupat — «прозорий» — назва річки Чубут.

## Географія
Провінція Чубут входить до складу природного регіону Патагонія. На заході провінції розташовуються Анди, решту території займають патагонські плато. Плато вкриті степом, а в горах переважає лісова рослинність.
На сході Чубут омивається Аргентинським морем, яке утворює зокрема півострів Вальдес і затоку Сан-Хорхе.
Клімат у Андах холодний і вологий. Температури знижуються з півночі на південь. Центр провінції має сухий континентальний клімат зі значними коливаннями температур. Саме у цій місцевості 1950 року було зареєстровано найнижчу температуру в Аргентині за ХХ ст.: −34 °C. На узбережжі і в долинах річок клімат більш м'який, хоча також достатньо сухий.
Найбільшими річками провінції є Чубут і Сенгерр. В Андах розташована велика кількість льодовикових озер, зокрема Пуело, Епуєн, Чоліла, Рівадавія, Футалауфкен, Менендес, Амутуй-Кімей, Хенераль-Вінтер, Ла-Плата і Фонтана. Поза межами Анд також є два великих озера: Ель-Мустерс і Колуе-Уапі.

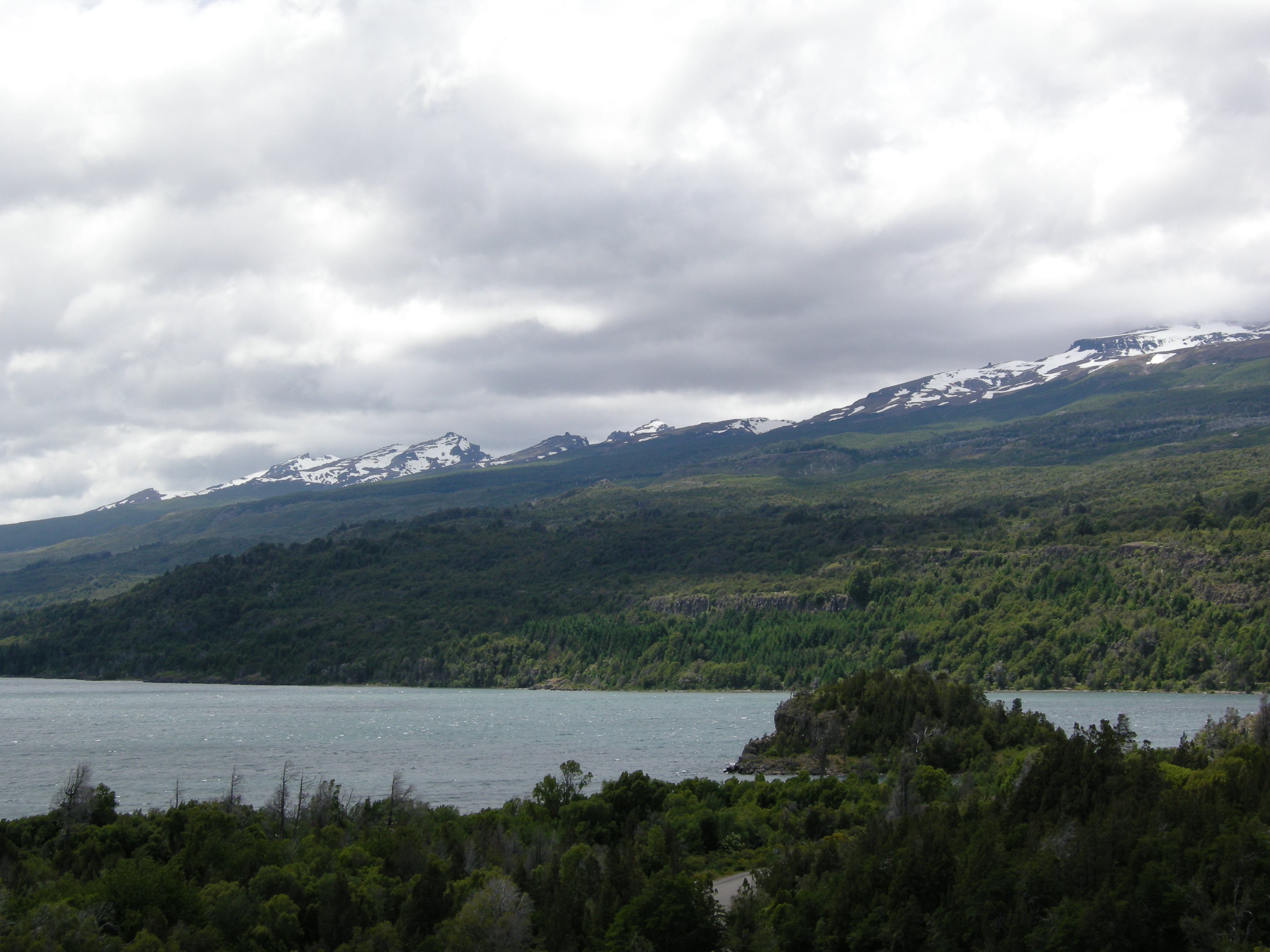
Озеро Футалауфкен
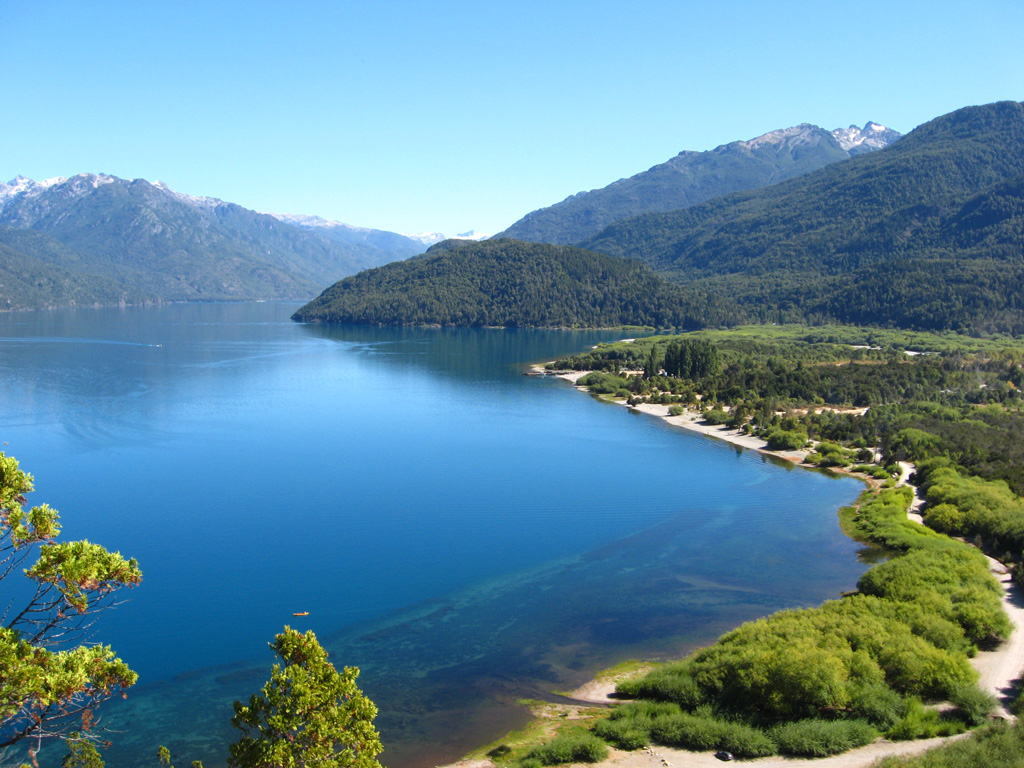
Озеро Пуело
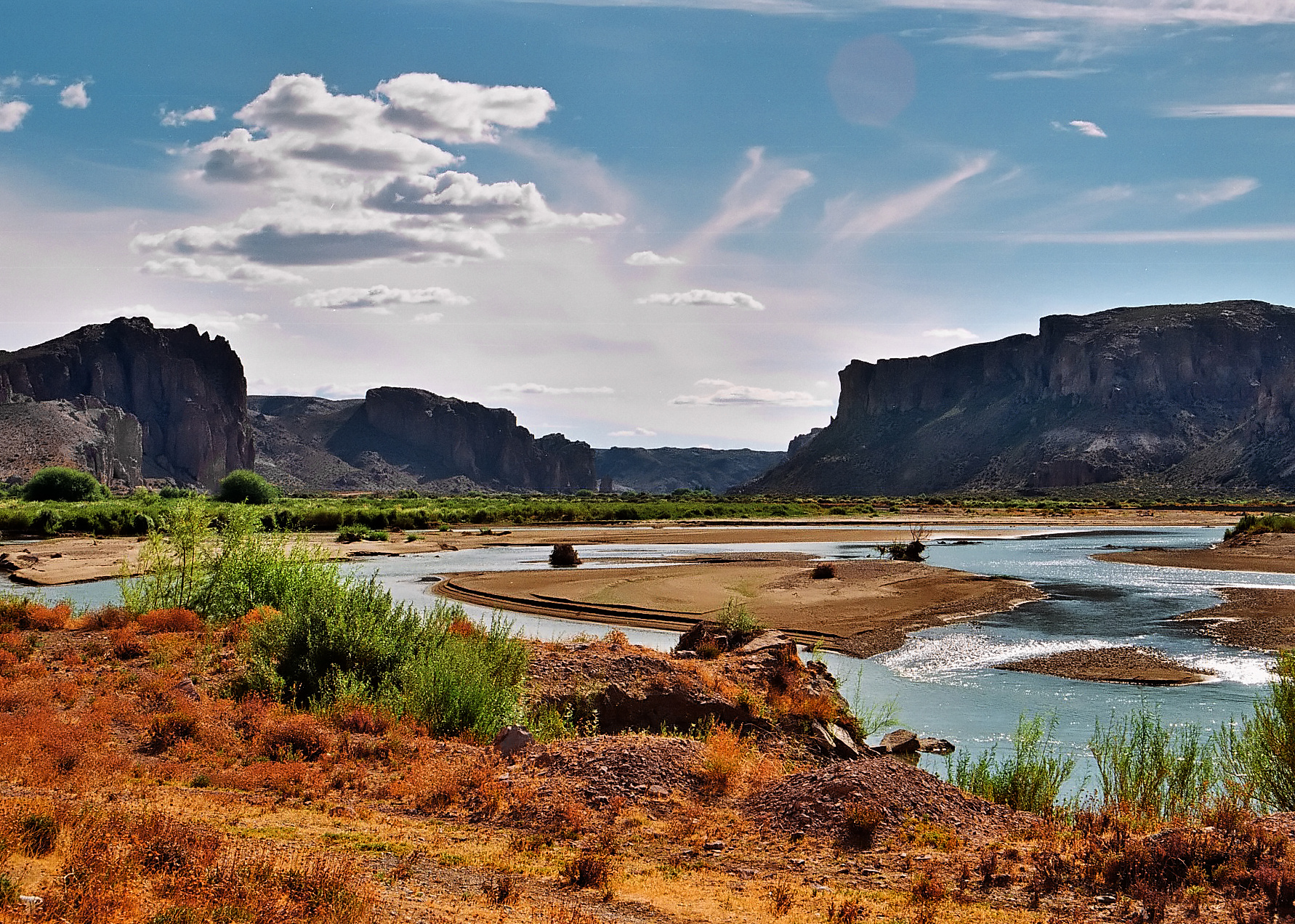
Долина річки Чубут
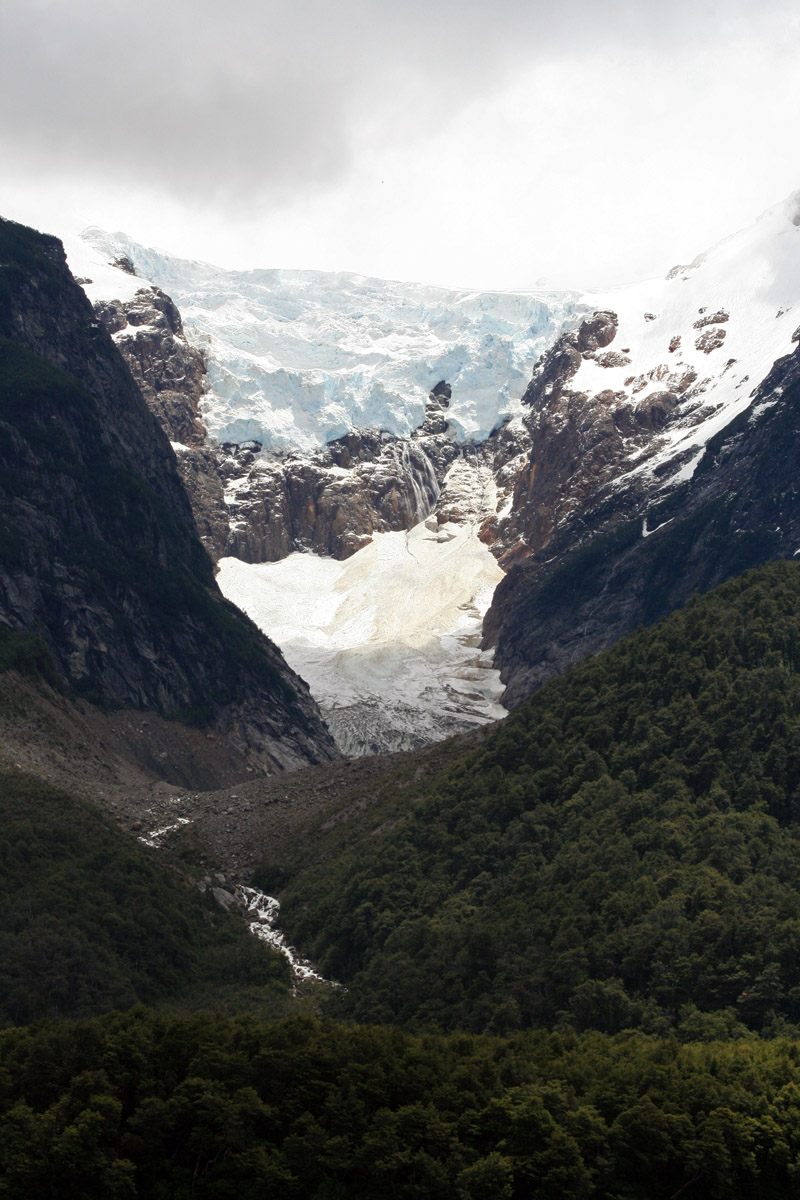
Льодовик Торресільяс
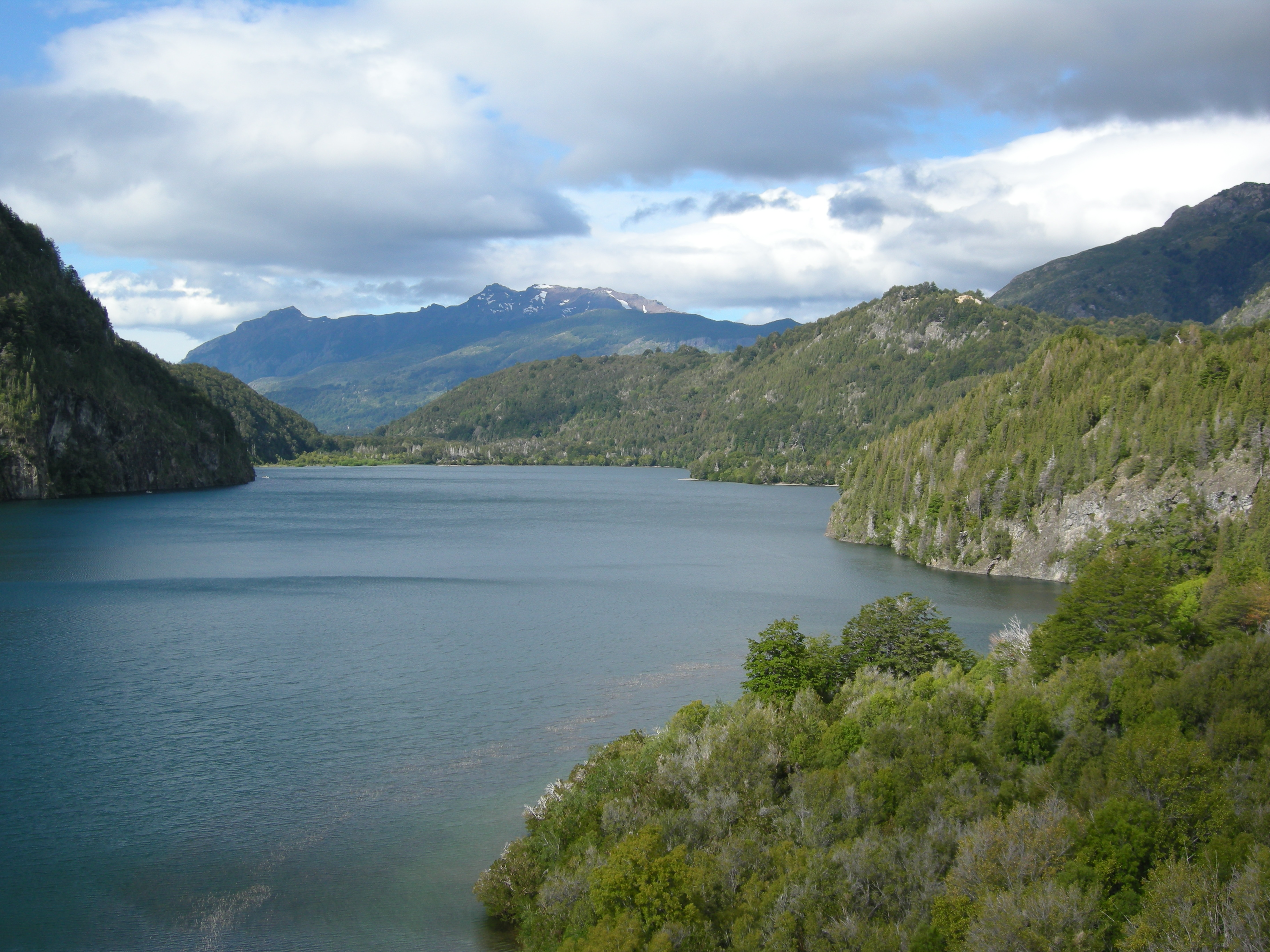
Озеро Верде (національний парк Лос-Алерсес)
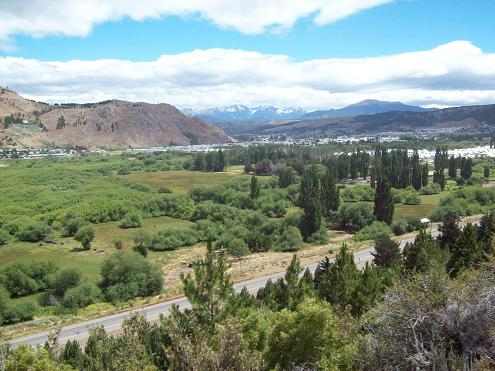
Долина Ескель
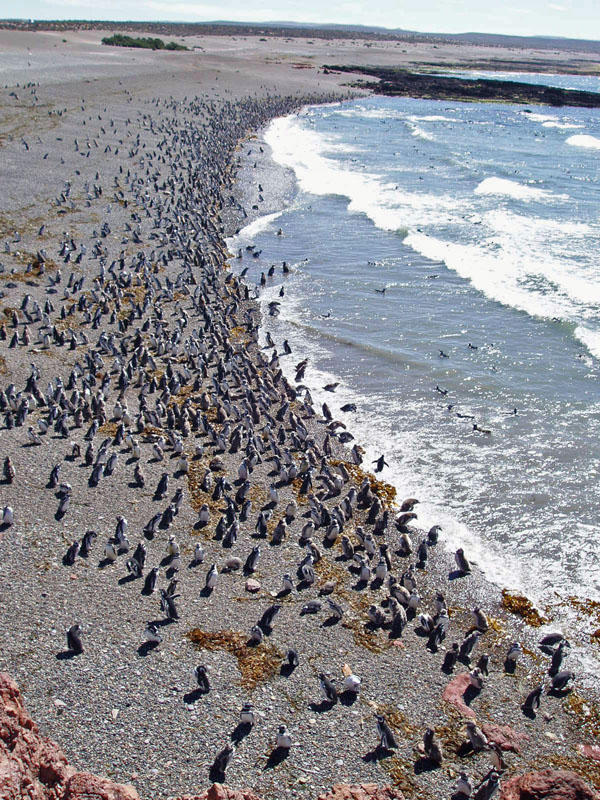
Пінгвіни Чубута
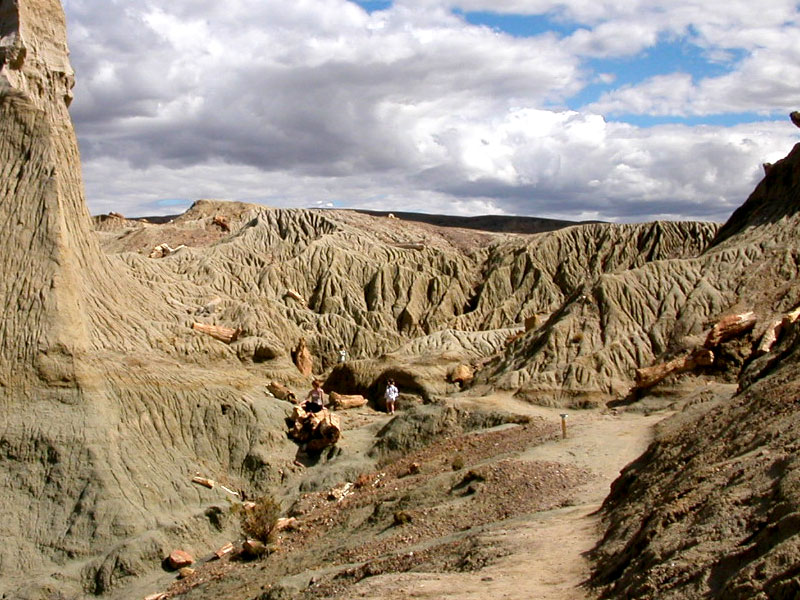
Скам'янілий ліс Сарм'єнто

## Історія

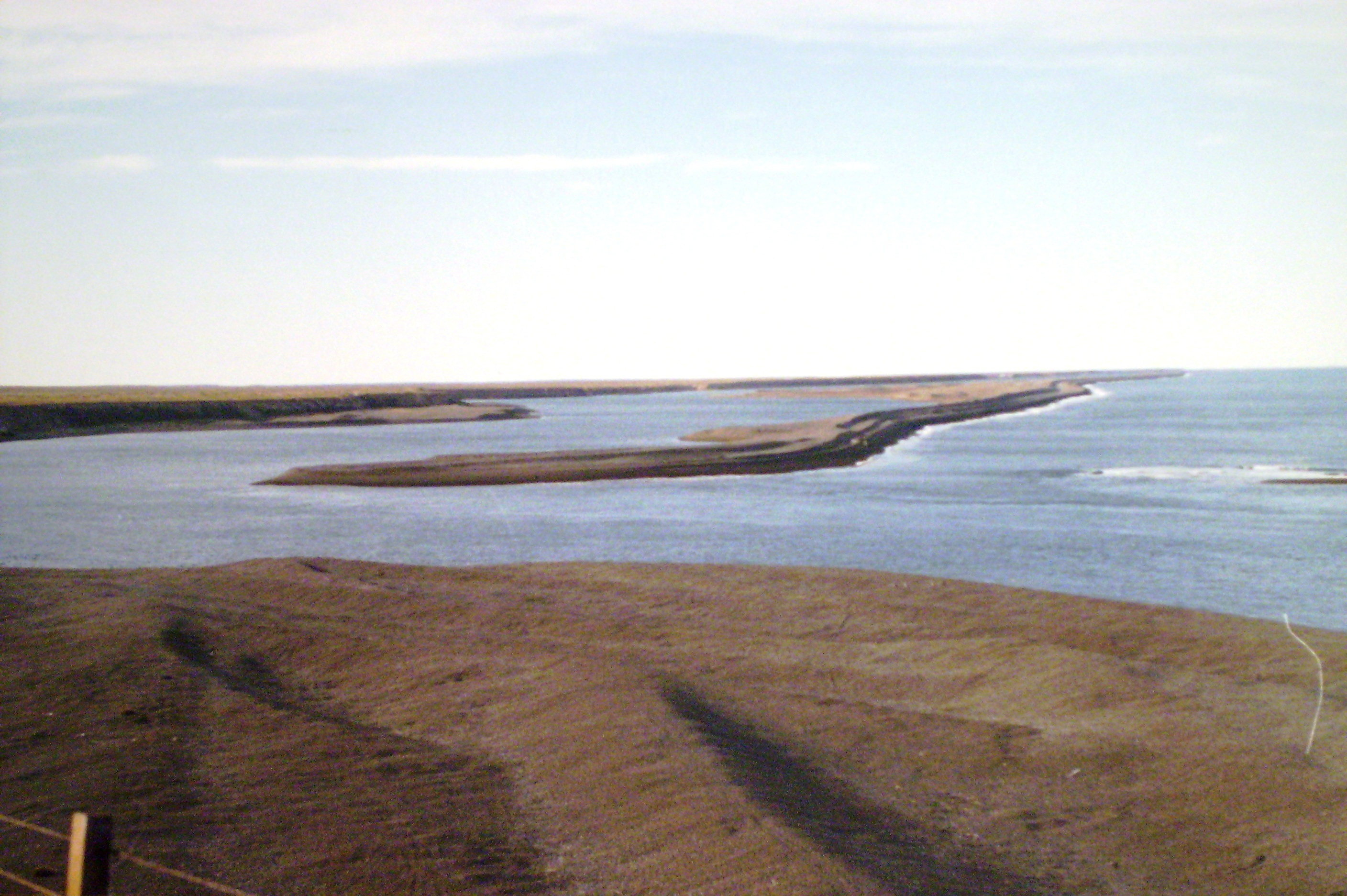
Півострів Вальдес

До приходу колонізаторів землі, де зараз знаходиться провінція Чубут, були заселені індіанцями теуельче.
Першим європейцем, який побував у цих місцях, став Фернан Магеллан 1520 року. Через десять років Сімон де Алькасаба-і-Сотомайор дослідив значну частину місцевості і заснував тут перше іспанське місто Пуерто-де-лос-Леонес, яке втім не проіснувало довго.
У XVII—XVIII ст. у Чубуті проповідували місіонери, серед яких слід відзначити Ніколаса Маскарді.
7 січня 1779 року на півострові Вальдес було засновано фортецю і порт Сан-Хосе-де-ла-Канделарья. Поселення було полишене 1784 року, а 7 серпня 1810 року знищене індіанцями.

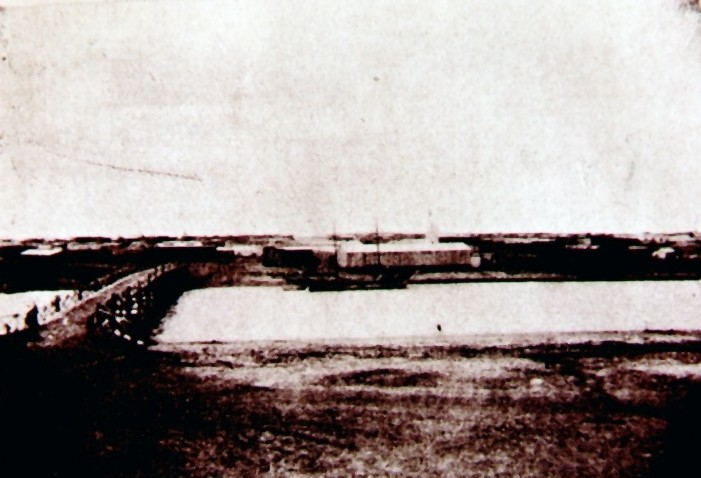
Росон 1900 року

28 липня 1865 року 153 валлійських іммігранти заснували поселення Росон на берегах річки Чубут.
1866 року розпочалося будівництво залізниці у провінції. Внаслідок цього виникли міста Пуерто-Мадрин і Трелев.
У 1874—1876 роках прибула нова хвиля валлійських поселенців, які заснували ще декілька міст.
11 жовтня 1878 року було створене губернаторство Патагонія, до складу якого входила зокрема і провінція Чубут. Столицею губернаторства стало місто Мерседес-де-Патагонес (нині В'єдма). 21 жовтня було обрано першого губернатора, ним став Альваро Баррос.
1881 року було підписано договір про кордони з Чилі, завдяки чому було законодавчо підкріплене право володіння Аргентини Патагонією.
16 жовтня 1884 року губернаторство Патагонія було поділене на кілька національних територій, зокрема Чубут. Першим губернатором став Луїс Хорхе Фонтана. Столицею було обрано місто Росон.
1902 року після англо-бурської війни до Чубута прибула хвиля бурських переселенців, що оселилися в околицях міста Сарм'єнто.
31 травня 1944 року від національної території Чубут було відокремлено землі на південь від 45º паралелі (площею 42 330 км²), на яких разом з 55 418 км² території Санта-Крус було утворено військову зону Комодоро-Рівадавія.
Законом від 15 червня 1955 року було розформовано військову зону Комодоро-Рівадавія і надано національній території Чубут статус провінції. Втрата містом Комодоро-Рівадавія статусу і привілеїв столиці спричинила перманентний конфлікт між жителями колишньої військової зони і рештою провінції, який не вичерпано й досі.
У лютому 1957 року було створено єпархію Комодоро-Рівадавія, під юрисдикцію якої підпали провінції Чубут, Санта-Крус і Вогняна Земля.
1 травня 1958 року було обрано першого губернатора провінції Чубут.

## Економіка
Основою економіки провінції Чубут є видобування нафти і природного газу бутану. На Чубут припадає 13 % видобутку нафти Аргентини і майже 2 % газу. Вуглеводні становлять 66 % експорту провінції. Також у провінції є значні поклади свинцю, золота і срібла.
Також розвинене рибальство, на Чубут припадає 21 % загальнонаціонального вилову риби.
Найрозвиненішими галузями промисловості є нафтопереробна і металургійна. У місті Пуерто-Мадрин знаходиться найбільший у Південній Америці алюмінієвий завод.
Сільське господарство розвинене у долинах річок. Вирощуються суниця, малина, сарсапарель, вишня, чорниця, яблуко, виноград. На початку XXI ст. розпочалося виробництво білого вина. Скотарство представлене здебільшого вівчарством.
З 1960-х років розвивається туризм. Основними туристичними принадами є півострів Вальдес, Анди, місцеві річки, озера і ліси.
2010 року Чубут став третьою серед провінцій Аргентини за рівнем експорту. 36 % продукції провінції реалізується за кордоном.

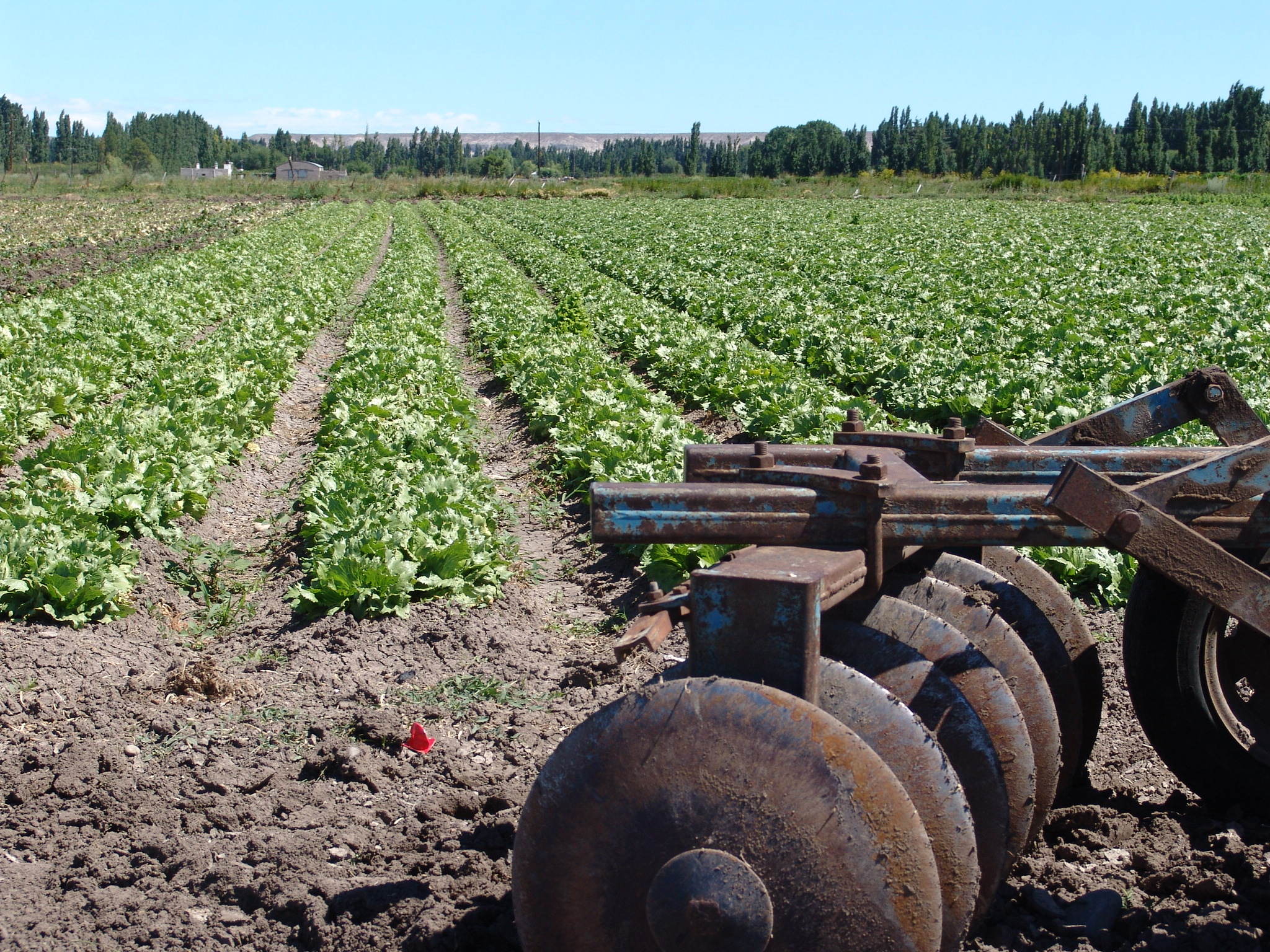
Поля Чубута
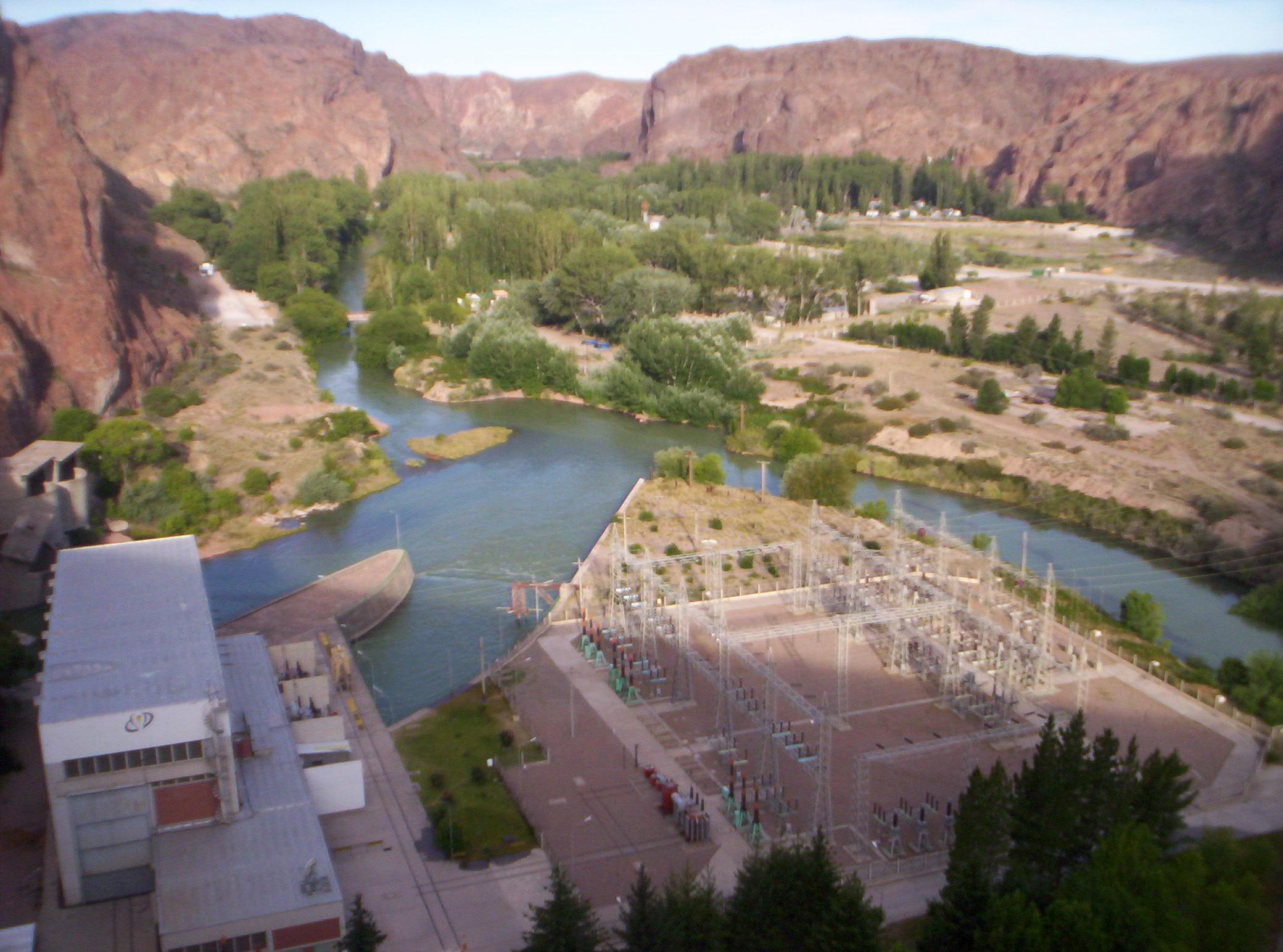
ГЕС Флорентіно-Амегіно
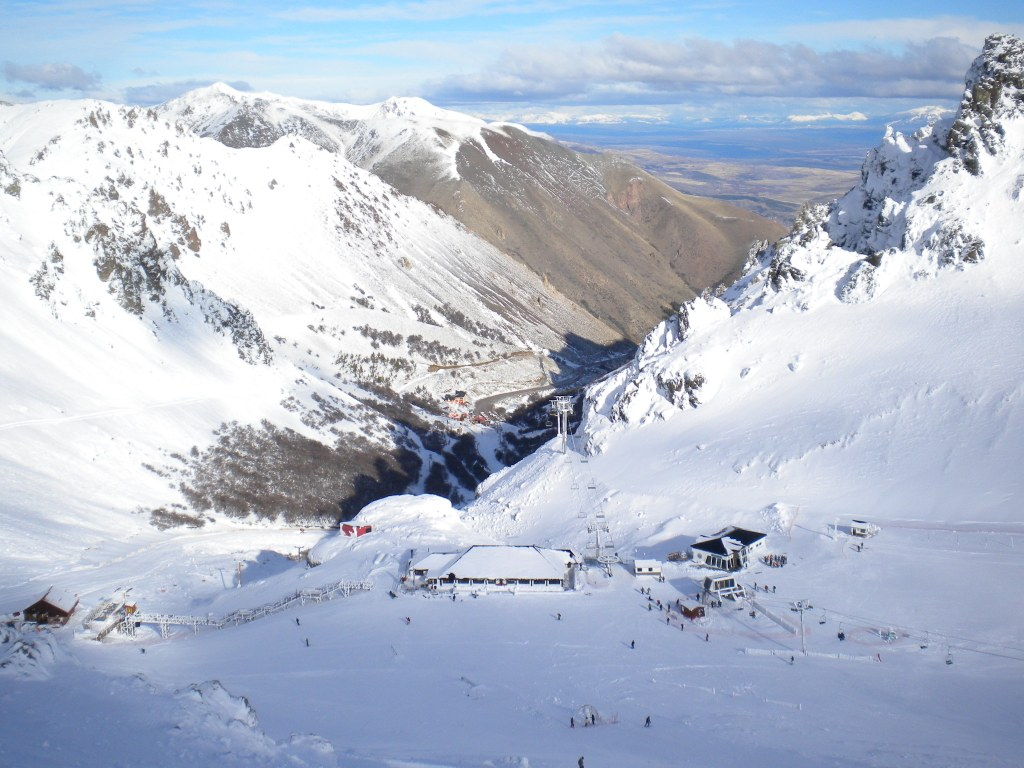
Гірськолижний курорт Ла-Оя
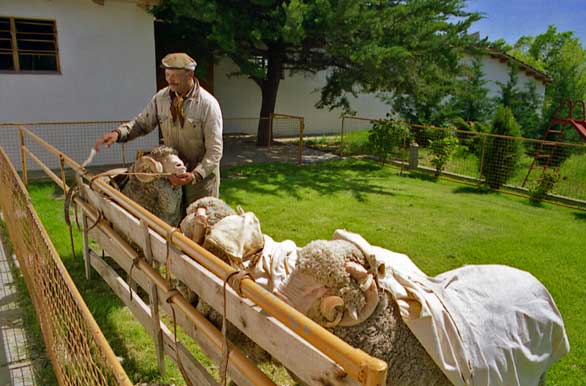
Вівчарство у Чубуті

## Освіта
| Освіта у провінції Чубут (2009) | Освіта у провінції Чубут (2009) | Освіта у провінції Чубут (2009) | Освіта у провінції Чубут (2009) |
| Рівень                          | Навчальних закладів             | Учнів                           | Працівників                     |
| ------------------------------- | ------------------------------- | ------------------------------- | ------------------------------- |
| Дошкільні                       | 199                             | 21 267                          | 1 837                           |
| - державні                      | 152                             | 17 383                          | 1 320                           |
| - приватні                      | 47                              | 3 884                           | 517                             |
| Початкові                       | 234                             | 59 866                          | 4 728                           |
| - державні                      | 207                             | 53 335                          | 4 078                           |
| - приватні                      | 27                              | 6 531                           | 650                             |
| Середні                         | 180                             | 50 114                          | 2 686                           |
| - державні                      | 144                             | 43 360                          | 2 079                           |
| - приватні                      | 36                              | 6 754                           | 607                             |
| Вищі                            | 28                              | 7 941                           | 414                             |
| - державні                      | 15                              | 6 032                           | 259                             |
| - приватні                      | 13                              | 1 909                           | 155                             |

## Адміністративно-територіальний поділ
| Департамент        | Адміністративний центр | Рік створення | Населення (2010) | Площа (км²) | Мапа |
| ------------------ | ---------------------- | ------------- | ---------------- | ----------- | ---- |
| В'єдма             | Пуерто-Мадрин          | 1955          | 81.025           | 12.940      |      |
| Кушамен            | Лелеке                 | 1955          | 20.566           | 16.250      |      |
| Ескаланте          | Комодоро-Рівадавія     | 1955          | 182.631          | 14.015      |      |
| Флорентіно-Амегіно | Камаронес              | 1955          | 1.558            | 16.088      |      |
| Футалеуфу          | Ескель                 | 1895          | 43.903           | 9.435       |      |
| Гайман             | Гайман                 | 1895          | 12.947           | 11.076      |      |
| Гастре             | Гастре                 | 1955          | 1.693            | 16.335      |      |
| Лангіньєо          | Тека                   | 1955          | 3.664            | 15.339      |      |
| Мартірес           | Лас-Плумас             | 1955          | 774              | 15.445      |      |
| Пасо-де-Індьйос    | Пасо-де-Індьйос        | 1955          | 2.079            | 22.300      |      |
| Росон              | Росон                  | 1895          | 131.148          | 3.922       |      |
| Ріо-Сенгер         | Альто-Ріо-Сенгер       | 1955          | 6.192            | 22.335      |      |
| Сарм'єнто          | Сарм'єнто              | 1904          | 11.422           | 14.563      |      |
| Теуельчес          | Хосе-де-Сан-Мартін     | 1955          | 5.361            | 14.750      |      |
| Тельсен            | Тельсен                | 1955          | 1.705            | 19.893      |      |